# Centre Pompidou de Màlaga
El Centre Pompidou Màlaga és una seu del Centre Nacional d'Art i Cultura Georges Pompidou de París ubicada a l'edifici anomenat El Cub de la ciutat espanyola de Màlaga. Es tracta de la segona seu externa del centre original parisenc i de la primera situada fora de França. Va ser inaugurat el 28 de març de 2015 pel President del Govern d'Espanya Mariano Rajoy i la Ministra de Cultura de França Fleur Pellerin.

## Història

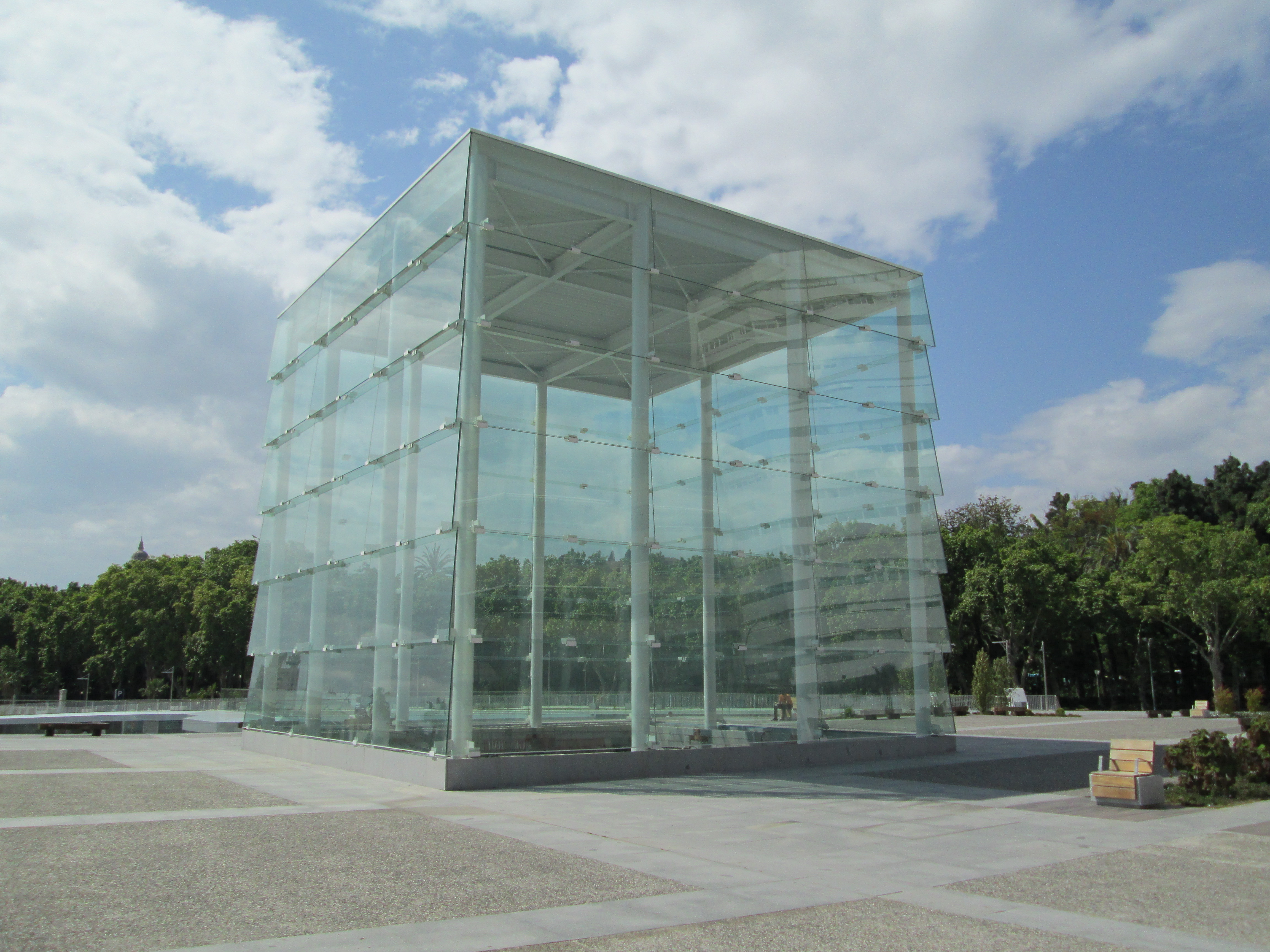
El Cub

El novembre de 2013 es va anunciar que el Centre Nacional d'Art i Cultura Georges Pompidou passaria a tenir una seu a Màlaga.
L'edifici del centre és l'anomenat El Cub, un edifici dissenyat per la Gerència d'Urbanisme de la ciutat, de dues plantes amb 6300 m² de superfície, situat a la confluència del Paseo de la Farola i el Paseo de Los Curas amb el Moll 1 i el Moll 2 del Port de Màlaga. La planta de dalt de l'edifici, completament diàfana, està coronada amb una claraboia amb forma de cub feta d'acer i vidre, que enlluerna l'interior de l'edifici i dón nom al conjunt.
El protocol de l'acord a què es va arribar el 2013 diu que el Centre tindrà una permanència de cinc anys prorrogables i que al voltant de 70 obres de l'espai Beaubourg parisenc seran exhibides permanentment a El Cub, a més d'una exposició temporal anual elaborada pel mateix Centre Pompidou.
La primera exposició temporal que s'hi va fer, fins al 27 de setembre de 2015, va ser sobre Joan Miró. L'exposició consistia en una sèrie d'obres sobre paper de l'artista català d'entre el 1960 i el 1978.

## Col·lecció
El Centre Pompidou Màlaga va presentar com a exposició permanent La Colección, on es recorre l'art dels segles XX i XXI. Tota la riquesa i els canvis d'aquest període cronològic queden reflectits al llarg de cinc conjunts titulats: «Metamorfosis», «Autorretratos», «El hombre sin rostro», «El cuerpo político» y «El cuerpo en pedazos».
En el catàleg d'obres exposades (pintures, escultures, instal·lacions, pel·lícules i vídeos), hi destaquen, entre d'altres:
- La musa adormida (1910) de Constantin Brancusi
- Dos personatges (1920) de Giorgio de Chirico
- Dones en un interior (1922) de Fernand Léger
- El marco (1938) de Frida Kahlo
- El sombrerero de flores (1940) de Pablo Picasso
- Últim autoretrat (1941-1942) de Juli González
- La violació (1945) de René Magritte
- Diumenge (1952-1954) de Marc Chagall
- Dona nua dreta (1954) d'Alberto Giacometti
- L'imbècil (1961) de Max Ernst
- Dona (1969) de Joan Miró
- Autoretrat (1971) de Francis Bacon
- Cames (1975) d'Antoni Tàpies
- Sense històries (1976) de Jean Luc Godard
- Retrat de J.S. a Hakodate, Japó 1934 (1983) de Julian Schnabel